# Abraxas picaria
Abraxas picaria är en fjärilsart som beskrevs av Moore 1867. Abraxas picaria ingår i släktet Abraxas och familjen mätare. Inga underarter finns listade i Catalogue of Life.